# Antiparallélisme (biochimie)
En biochimie, on dit que deux biopolymères sont antiparallèles s'ils sont orientés parallèlement l'un à l'autre, mais en sens opposé. Les deux principaux exemples de cette configuration moléculaire sont la double hélice de l'ADN et le feuillet β des protéines.

## Acides nucléiques
Le sens des molécules d'acide nucléique est conventionnellement défini par les atomes de carbone du ribose (pour l'ARN) et du désoxyribose (pour l'ADN) portant un groupe phosphate –PO32− en 5’ et un groupe hydroxyle –OH en 3’. Ainsi, les ARN polymérases et les ADN polymérases synthétisent ces acides nucléiques toujours dans le sens 5' vers 3'.
Cependant, les deux brins d'ADN qui constituent la double hélice sont orientés en sens opposés : chaque extrémité de la double hélice est constituée de l'extrémité 5' d'un brin et de l'extrémité 3' de l'autre brin. Ceci a son importance lors de la réplication de l'ADN : l'un des brins de la double hélice, dit brin avancé, est orienté dans le sens 3’ vers 5’, impliquant une progression du brin néoformé dans le sens 5’ vers 3’, qui est celui de la polymérisation par la polymérase, laquelle peut alors le répliquer en continu, tandis que l'autre brin, appelé brin retardé, est orienté dans le sens opposé, de sorte que, pour lui, la polymérisation du brin néoformé se déroule dans le sens 3’ vers 5’, ce qui ne peut se faire que par fragments, appelés fragments d'Okazaki, chaque fragment étant produit dans le sens 5’ vers 3’ :

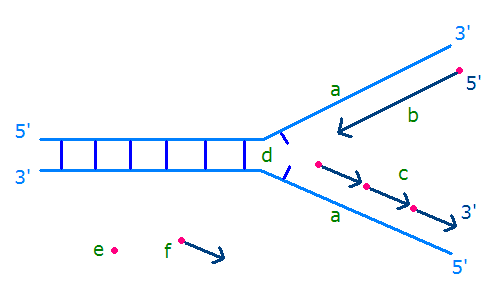
Réplication du brin avancé (en haut) et du brin retardé (en bas) de la double hélice d'ADN soulignant l'effet de l'antiparallélisme de cette structure : le brin retardé ne peut être synthétisé que de manière discontinue par l'ADN polymérase, à la différence du brin avancé.

## Polypeptides
Les polypeptides possèdent une extrémité N-terminale et une extrémité C-terminale définie par le groupe fonctionnel libre de l'extrémité en question : amine –NH2 côté N-terminal et carboxyle –COOH côté C-terminal. La biosynthèse des protéines se déroule de l'extrémité N-terminale vers l'extrémité C-terminale, et c'est dans ce même sens qu'est représentée conventionnellement la séquence en acides aminés des peptides.
De nombreuses protéines possèdent des domaines dits « en feuillet β » dans leur structure secondaire. De tels feuillets sont constitués de chaînes polypeptidiques orientées parallèlement les unes aux autres, dans le même sens ou dans le sens opposé : dans ce dernier cas, on dit que les chaînes polypeptidiques du feuillet β sont antiparallèles.